# NGC 4980
NGC 4980 este o emission-line galaxy⁠(d) situată în constelația Hidra. A fost descoperită în 30 martie 1835 de către John Herschel. Se află la o distanță de 16,9 megaparseci de Pământ.